# Carl Jakob Adolf Christian Gerhardt

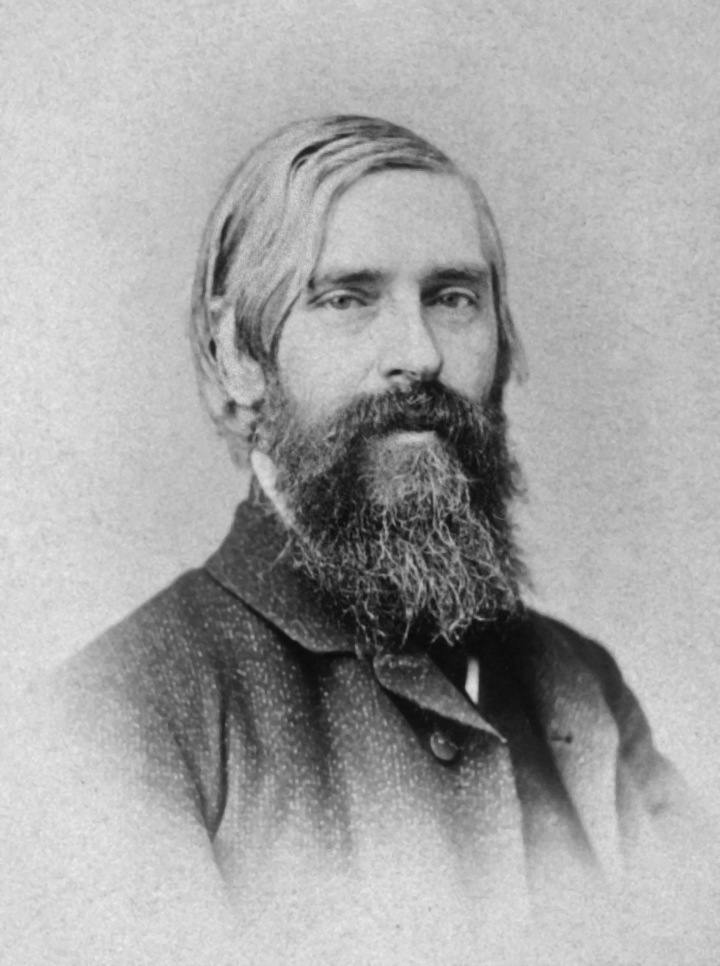
Carl Jakob Adolf Christian Gerhardt.

Carl Jakob Adolf Christian Gerhardt, född 5 maj 1833 och död 22 juli 1902, var en tysk läkare.
Gerhardt blev professor i praktisk medicin i Jena 1861, Würzburg 1872 och Berlin 1885. Gerhardts arbeten ligger huvudsakligen inom den fysikaliska diagnostiken. Särskilt känd är hans metod att genom auskultation påvisa kavernbildningar i lungorna. Även barnsjukdomar ägnade han ett ingående studium.